# Pintura de castas

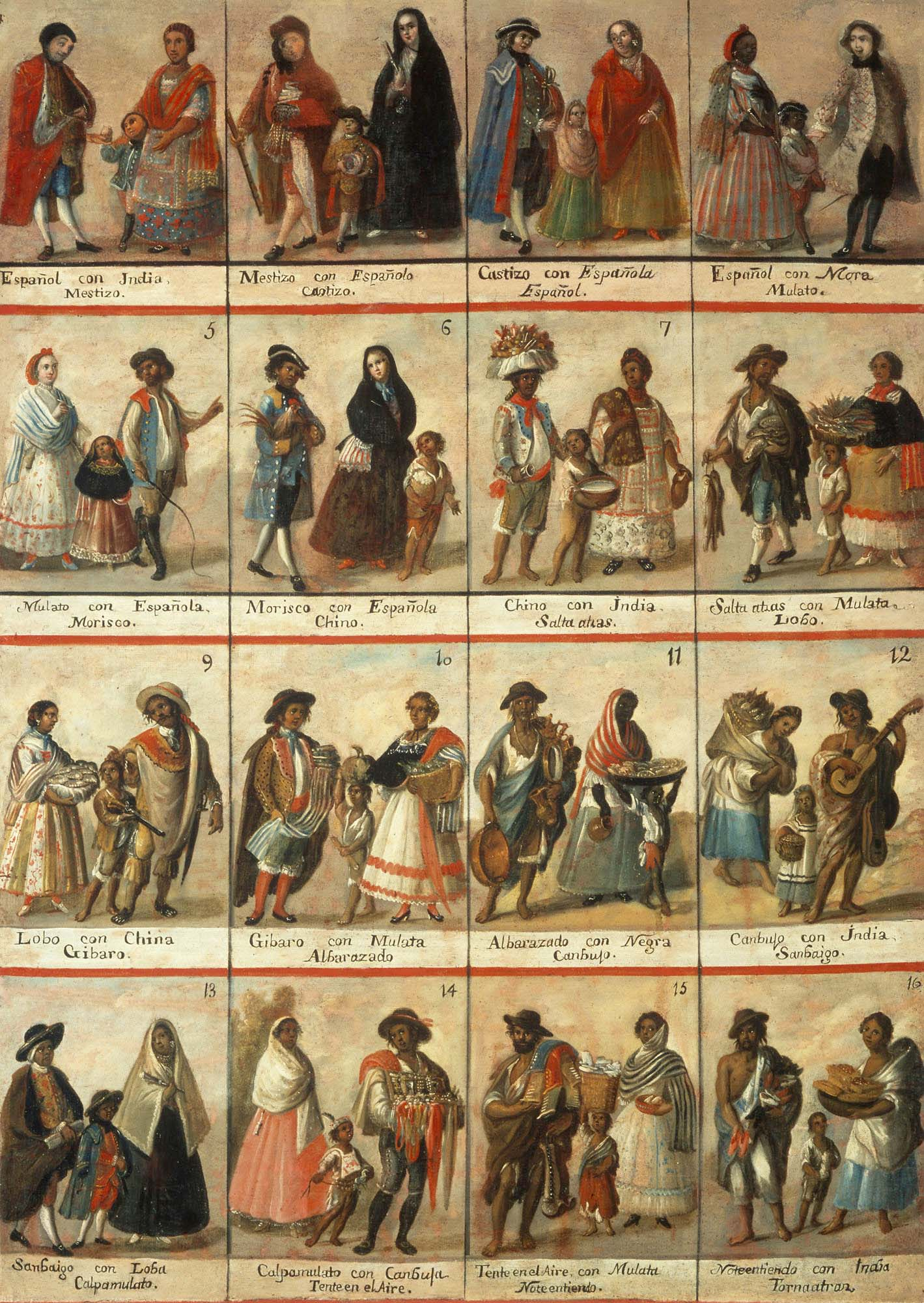
Anónimo,. Museo Nacional del Virreinato (Tepotzotlán).

La pintura de castas, o cuadros de mestizaje, fue un fenómeno artístico que existió en la Nueva España y en el Virreinato del Perú en el siglo XVIII. Las pinturas eran, en parte, producto de la Ilustración e intentaban representar las muchas castas, el producto de la mezcla de razas, que existían en la América española fruto de la Conquista y el mestizaje entre españoles, indígenas y africanos. Con la introducción del pensamiento de la Ilustración europea del siglo XVIII, también conocido como Siglo de las Luces, llegaron las ideas del racismo científico.

## Descripción
Las pinturas representan las diferentes combinaciones entre las tres razas principales que convivieron en los principales virreinatos. Además hacen un estudio de aspectos de la vida cotidiana, como la indumentaria, el ajuar, la alimentación, entre otros.

## Ejemplares de conjuntos de pinturas de castas
- Dieciséis pinturas de Miguel Cabrera, 1763[3]
- Dieciséis pinturas de autor anónimo.[4]
- Dieciséis pinturas de Andrés de Islas, 1774[5]
- Dieciséis cuadros de José Joaquín Magón realizados en la segunda mitad del siglo XVIII, se encuentran localizados en el Museo Nacional de Antropología de España.[1]
- Veinte cuadros atribuidos a Cristóbal Lozano y su taller, encargados por el virrey del Perú Manuel Amat y Junyent para el Real Gabinete de Historia Natural, hoy también en el Museo Nacional de Antropología.[1]

## Galería

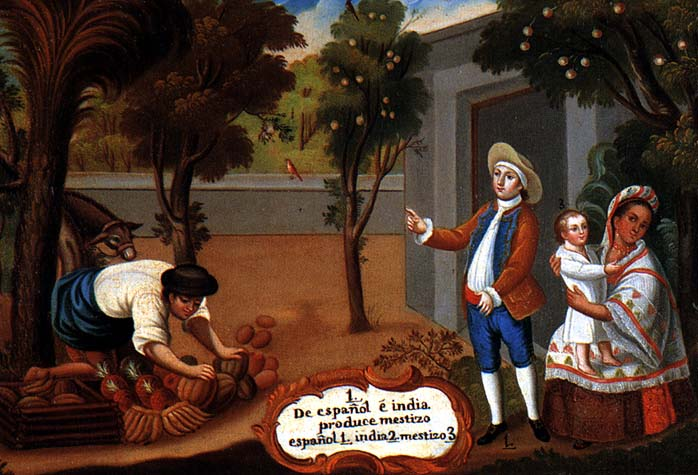
De español e india sale mestizo.
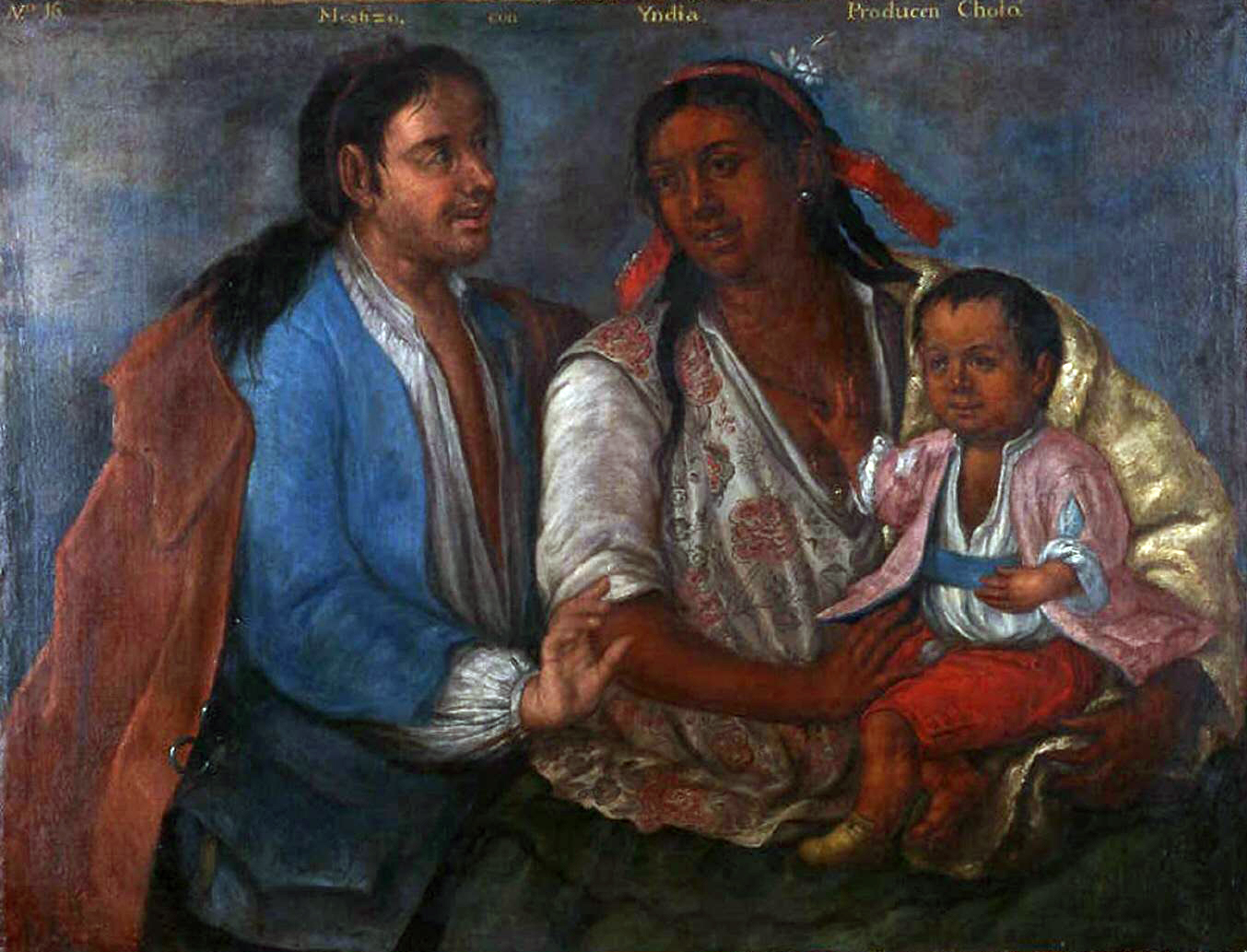
Nº 16. Mestizo con Yndia. Producen Cholo. Atribuida a Cristóbal Lozano y taller, 1771-1776. Museo Nacional de Antropología (Madrid).
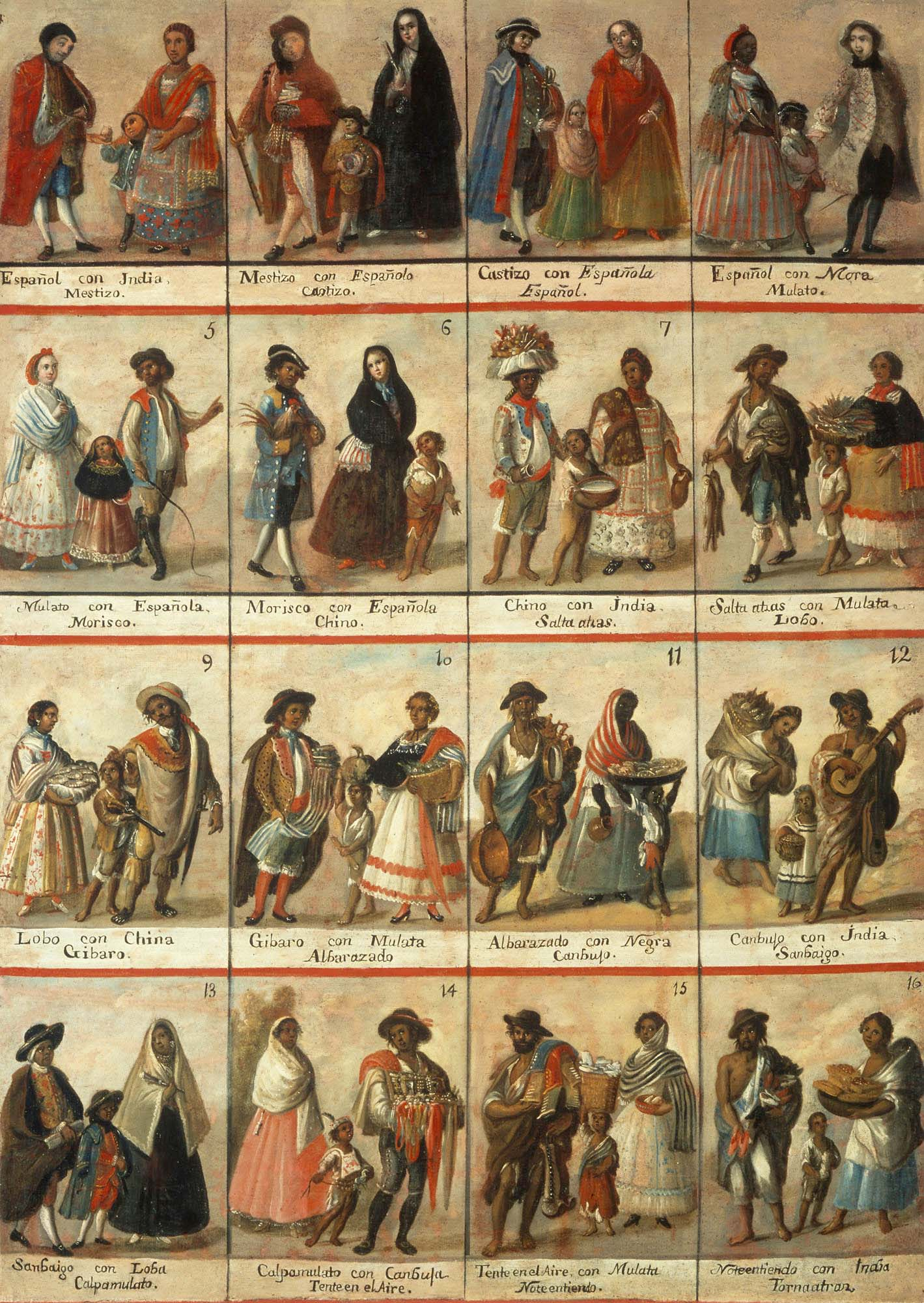
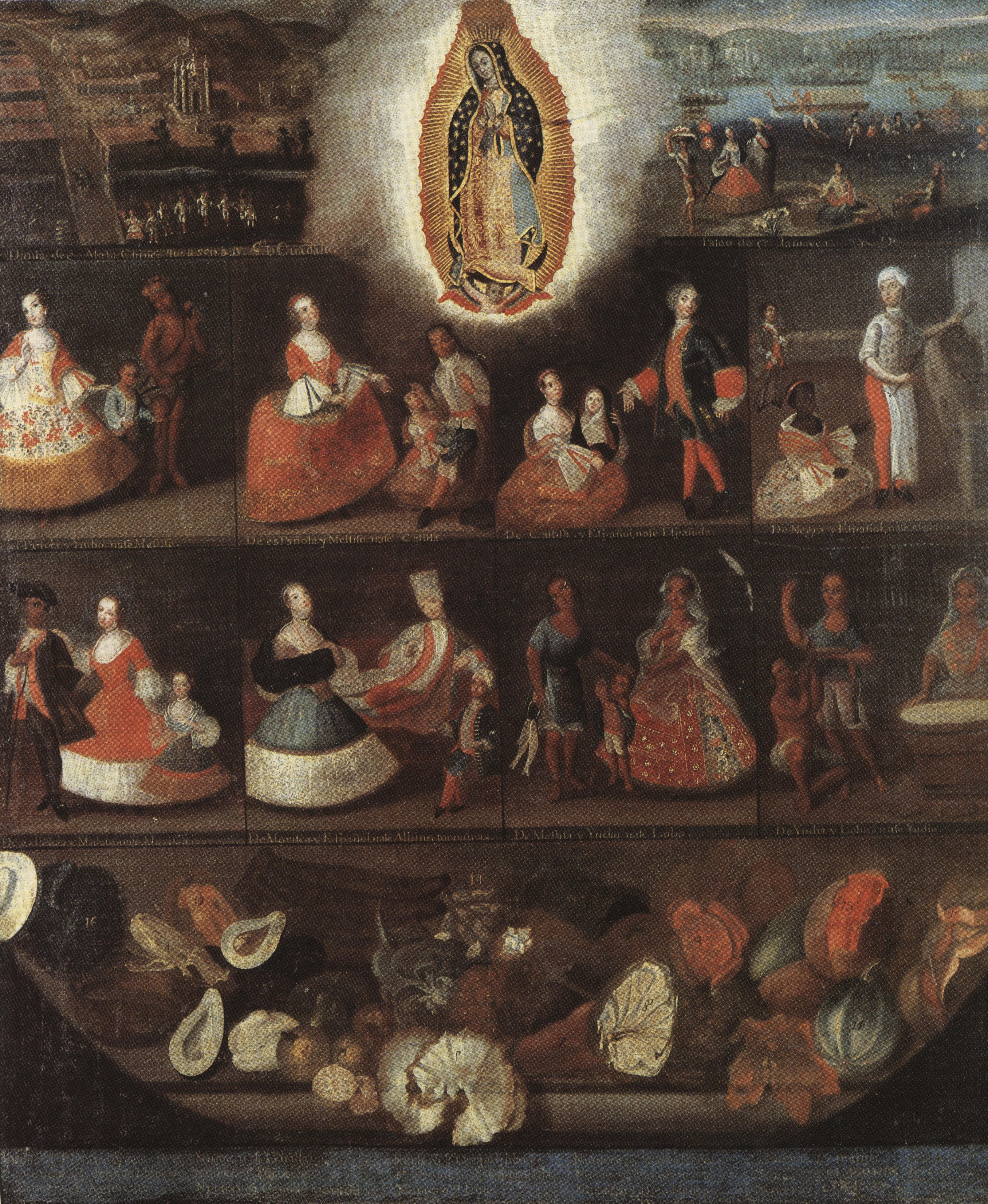
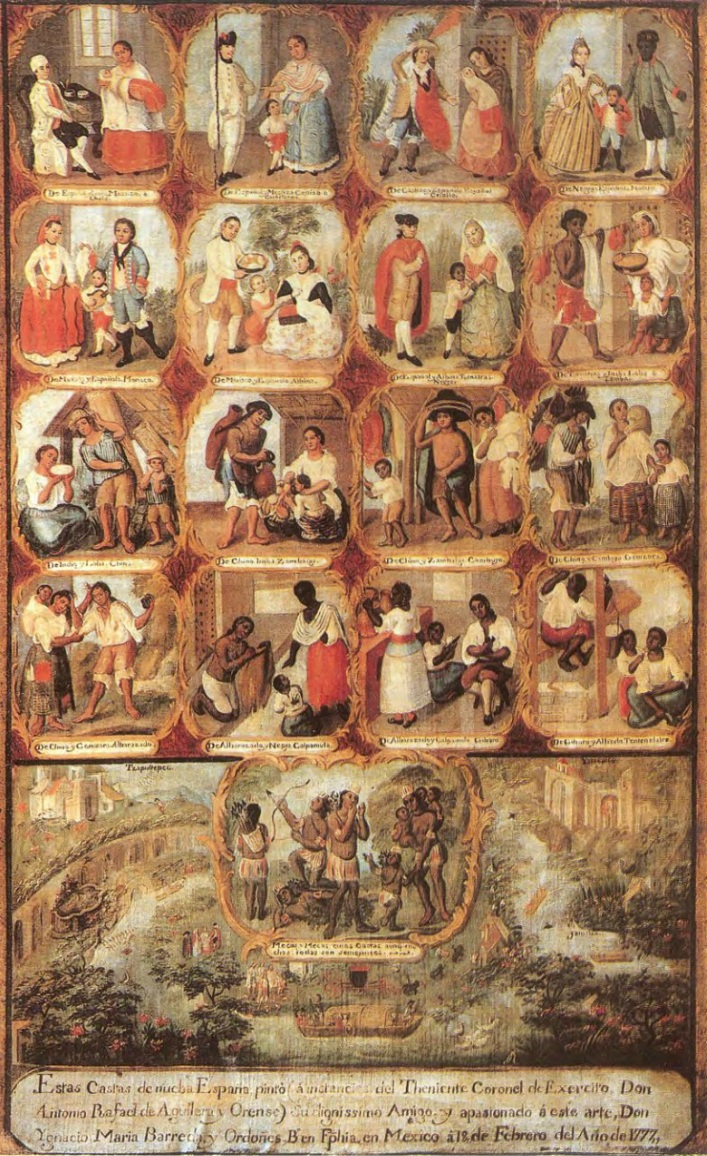